# Taensa
Els taensa (també tahensa, tinsas, tenisaw, taënsa, grands taensas (en francès), taenso, takensa, tenza, tinza) eren un poble amerindi del nord-est de Louisiana. Vivien al llac Saint Joseph a l'oest del riu Mississipi, entre el riu Yazoo i Saint Catherine Creek. El seu assentament era vora l'actual parròquia de Tensas (Louisiana), segons va informar Nicolas de la Salle en 1682. Potser sumaven uns 1.200 individus en nombroses viles.
El significat del nom és desconegut, encara que es creu que és un autònim. Els chitimacha els van anomenar Chō´sha.
Els taensa no s'han de confondre amb els avoyel, també coneguts pels francesos com a petits Taensas, eren més propers als tunica i vivien a l'actual parròquia d'Avoyelles, Louisiana (mencionat per Iberville en 1699).

## Història

### Prehistòria
La cultura Plaquemine és considerada ancestral dels pobles natchez i taensa.

### Contacte europeu
El taensa van ser visitats pels missioners catòlics francesos l'any 1700, i es van establir entre el taensa, tunica i natchez. El 1699 els taensa tenia set pobles. Vivien al llarg del riu Mississipi al sud dels tunica, prop de la riu Yazoo.
En 1706, es van veure obligats a marxar cap al sud per les batudes d'esclaus dels yazoos i chickasaws, després de les quals estaven entre els Bayogoula. Poc després, el Taensa va atacar i va cremar el poble Bayogoula. Més tard, van lluitar amb els Houma.
Es van establir al riu Tensaw (una branca oriental del riu Mobile que porta el nom d'ells) al nord de la badia de Mobile en 1715. En 1764 es van establir amb els apalachee i pakana a l'oest del Mississipi. Finalment es van fusionar amb els chitimacha, atakapes i alibamus al riu Mississipi i Bayou Boeuf. El 1560 eren uns 1.200 individus, però foren reduïts a 800 el 1608, i cap al 1805 només en quedaven 100.

## Cultura
Els taensa eren un poble agrícola i piragüista que vivien en grans cases descrites com que tenien parets de terra. És més probable que fossin estructures de bahareque amb sostre amb estores de canya teixides.
Els seus caps tenien el poder absolut i eren tractats amb gran respecte. Això variava molt del costum entre les tribus del nord. Segons s'informa, durant una visita cerimonial a La Salle, el cap va ser acompanyat pels assistents que, amb les seves mans, escombraven el camí davant d'ell a mesura que avançava.
Els missioners van prendre nota de la complexa religió taensa. La tribu havia conservat característiques de cacicat després que havien desaparegut en altres llocs.
La seva societat tenia similituds amb la dels natchez en la seva pràctica de ritus de sacrifici i classes socials jerarquitzades. Les seves deïtats principals semblen haver estat el Sol i la Serp. El seu temple tenia forma de cúpula i era coronat per les figures de tres àguiles de cara al sol naixent, les parets exteriors i el sostre eren d'estores de canya pintada totalment de color vermell. El conjunt estava envoltat amb una palissada d'estaques, en cadascuna dels quals hi havia un crani humà, restes d'un antic sacrifici. A dins hi havia un altar, amb una corda de rescloses del cuir cabellut humans, i un foc perpetu vigilat dia i nit per dos sacerdots ancians. Quan un cap mor, les seves dones i assistents personals eren sacrificats perquè els seus esperits li poguessin acompanyar a l'altre món. En el funeral d'un cap, se sacrificaven tretze víctimes. Quan un sacerdot catòlic va aturar una d'aquestes cerimònies, el temple va ser destruït per un raig. Els taensa va prendre això com a evidència que les seves creences tradicionals eren vàlides. Els llampecs encoratjaven les dones a ser sacrificades voluntàriament.
En 1700 el missioner francès Montigny va registrar que molts taensa va morir de malaltia, probablement una epidèmia de verola. Els taensa, juntament amb altres indis de la part baixa del riu Mississipi, van ser sotmesos a batudes d'esclaus pels chickasaws, que els venien al mercat britànic d'esclaus de Carolina del Sud. Els natchez i yazoo sovint s'aliaven amb els chickasaws per a atacar les tribus més petites, com taensa i tunica. Durant la Guerra de Natchez de 1729, taensa i tunica es van veure obligats a emigrar cap al sud a l'actual Louisiana.
Les seves relacions inicials amb els francesos eren amistoses, però la rivalitat de les potències europees sacsejaren als indis de tota la regió. Més tard els taensa es van traslladar a sud-oest de Louisiana a causa dels enfrontaments amb les tribus chickasaw i yazoo. A principis del segle xix van sol·licitar als espanyols poder entrar a Texas, però no emigraren. Aquesta va ser l'última aparició de la tribu en els registres històrics.

## Llengua i frau
Els missioners francesos François Jolliet de Montigny i Jean-François Buisson de St. Cosme van afirmar que els taensa parlaven natchez. Tots dos missioners estaven aprenent l'idioma natchez. L'ús generalitzat dea mobilian jargon com a lingua franca a tota la zona ha portat a la suposició sense base (per exemple, Albert Samuel Gatschet) que els taensa (i molts altres pobles del Mississipi inferior i Costa del Golf) parlava una llengua muskogi.
El 1881 Jean Parisot, un seminarista francès a Plombières, va publicar un esbós gramatical, vocabulari i textos (incloent cançons) del que ell afirmava que era la llengua taensa. Això va produir excitació i un ampli debat entre els lingüistes. No obstant això, en 1908 i 1910 John Reed Swanton demostrà que la llengua era un engany. El frau inspira debats en cercles de filologia.

## Enllaços externals
- Handbook of North American Indians: Southeast By Raymond Fogelson
- The Avoyel-TaensaTribe/Nation of Louisiana Inc.
- «Taensa Indians». A: Charles Herbermann. Catholic Encyclopedia.  Nova York: Robert Appleton Company, 1913.